# Leopold Koželuh
Leopold Koželuh (rodným jménem Jan Antonín Koželuh) (26. červen 1747 Velvary – 7. květen 1818 Vídeň) byl český hudební skladatel a pedagog.

## Životopis

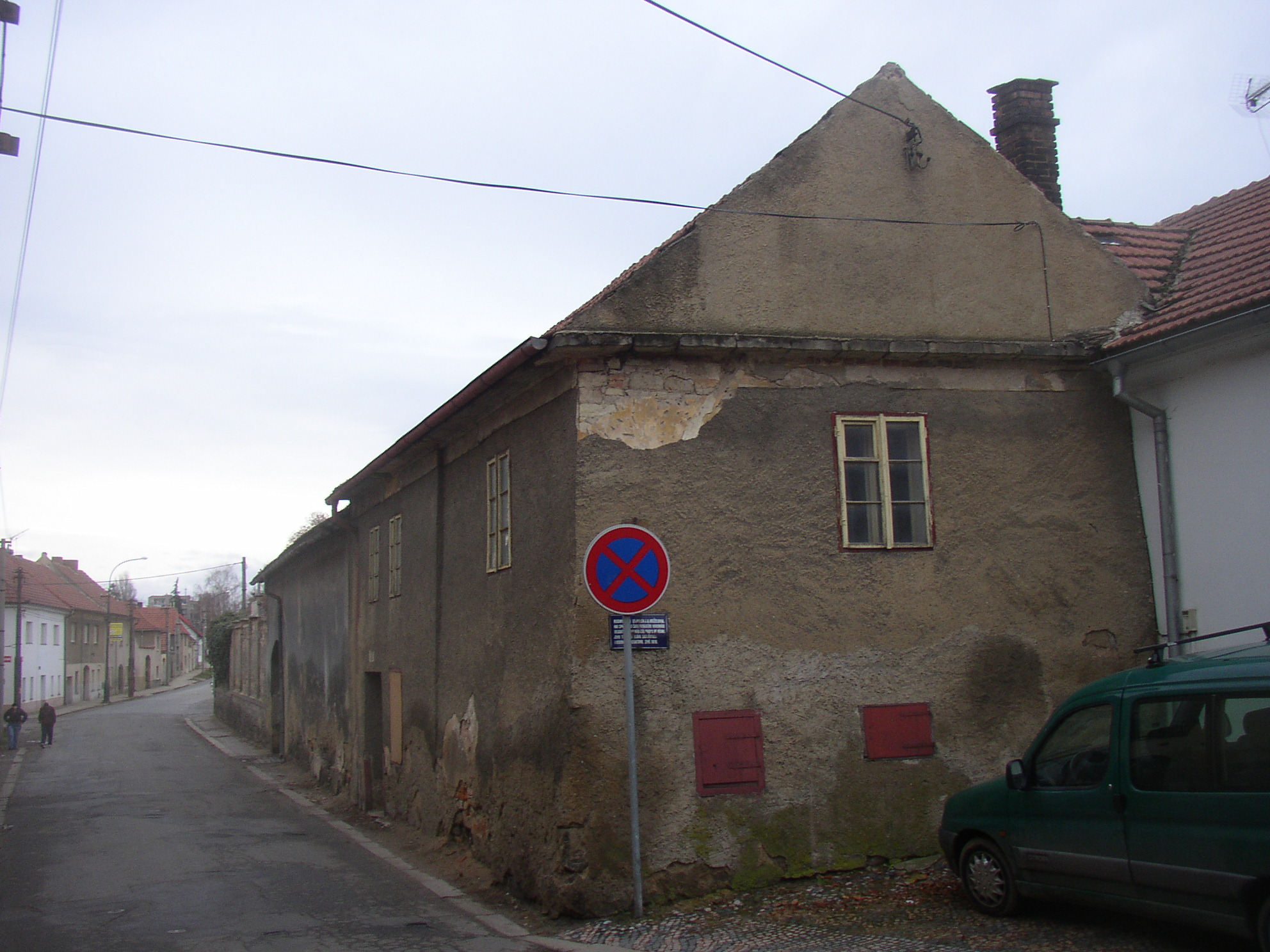
Rodný dům s pamětní deskou Leopolda Koželuha ve Velvarech

Narodil se ve Velvarech se jménem Jan Antonín v rodině ševce Antonína Bartoloměje Koželuha. Skladatel Jan Antonín Koželuh byl jeho bratranec a po nějakou dobu ho vyučoval hudbě. Roku 1774, aby zabránil nedorozuměním a záměnám se svým bratrancem, si změnil křestní jméno na Leopold.  Své příjmení psal někdy jako Koželuch. Odešel na studia do Prahy, kde se začal věnovat hudbě. K jeho učitelům hudby v sedmdesátých letech 18. století patřil i František Xaver Dušek, který jej učil kompozici a hru na klavír. Pro divadlo v Kotcích psal hudbu k pantomimám a baletům. Jeho prvním opusem je baletní hudba z roku 1771, která byla provedena s velkým úspěchem. Podobných skladeb v následujících letech složil 25.

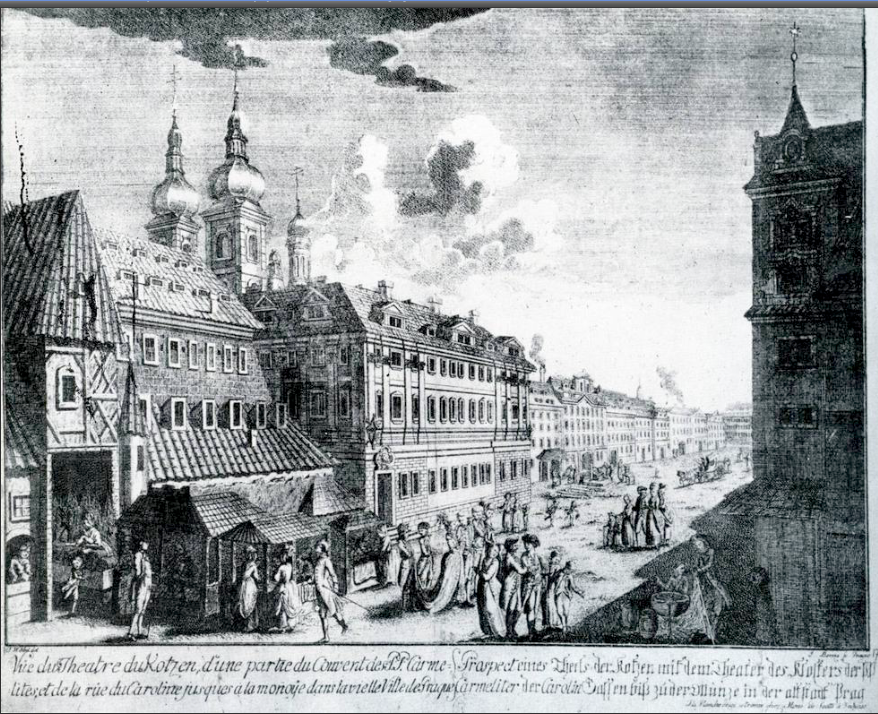
Divadlo v Kotcích

Roku 1778 se odstěhoval do Vídně; zde byl pravděpodobně krátce jeho učitelem Johann Georg Albrechtsberger. Ve Vídni se Koželuh zařadil mezi nejznámější pianisty a skladatele. Velký ohlas vyvolala jeho kantáta k úmrtí Marie Terezie na verše Michaela Denise. Na císařském dvoře se mu podařilo získat místo učitele hudby arcivévodkyně Marie Alžběty, dcery Marie Terezie. Vyučoval i v dalších šlechtických rodinách a stal se váženou a uznávanou osobou. V roce 1781 se uvolnilo místo v Salcburku po odchodu W. A. Mozarta a Koželuh dostal nabídku toto místo převzít,  avšak odmítl. Od roku 1784 ve Vídni provozoval vlastní hudební nakladatelství, které později vedl jeho bratr Antonín Tomáš. Jeho díla vydávali také nakladatelé v jiných státech a Leopold Koželuh byl známý po celé Evropě.
V polovině osmdesátých let se oženil se šlechtičnou Marií Annou von Allstern, Jeho dcerou byla Kateřina Koželuhová–Cibbini, která se později stala pianistkou na císařském dvoře. Koželuh měl řadu přátel mezi šlechtickými rodinami. Patřil mezi ně i Jan Rudolf Černín z Chudenic, majitel zámku Jemčina. Pro jeho proslulé parforsní hony Koželuh složil několik loveckých fanfár.
Na objednávku českých stavů Koželuh složil slavnostní kantátu pro korunovaci císaře Leopolda II. českým králem. Její premiéra se konala 12. září 1791 ve Stavovském divadle a zcela zastínila Mozartovu korunovační operu La Clemenza di Tito. Získal tím přízeň císařské rodiny a upevnil svou prestiž jako skladatel.
Podobně jako Mozart, vstoupil Koželuh okolo roku 1790 ve Vídni do zednářské lóže. Roku 1792, když Mozart zemřel, přijal nabídku stát se po něm dvorním skladatelem a komorním kapelníkem ve Vídni.
V roce 1802 těžce onemocněl dnou a svoji skladatelskou činnost byl nucen omezit. Pro edinburského vydavatele George Thomsona upravoval skotské, irské a velšské lidové písně. Věnoval se pedagogické práci a povinnostem u dvora. Mezi jeho žáky patřila v letech 1804–1810 princezna Marie–Luisa, pozdější manželka císaře Napoleona I.
S nástupem nových hudebních směrů zájem o jeho tvorbu postupně klesal. Zemřel ráno 7. května 1818 a byl pochován na později zrušeném hřbitově v Matzleinsdorfu.
Koželuhovým nástupcem ve Vídni se stal František Kramář.

## Dílo
Do dnešní doby se dochovaly asi čtyři stovky Koželuhových skladeb. Patří k nim mj. asi třicet symfonií a 22 klavírních koncertů včetně jednoho koncertu pro čtyřruční klavír, nesporně jednoho z nejlepších děl tohoto poměrně vzácného druhu. Komorní hudbu zastupují dva koncerty pro klarinet, 24 houslových sonát, 63 klavírní tria a šest smyčcových kvartetů. Z dalších skladeb jsou známa dvě oratoria (Mojžíš v Egyptě), devět kantát a rozmanitá církevní díla, šest oper (dochovala se pouze opera Gustav Vasa - okolo roku 1792), baletní hudba a lovecké fanfáry.
Skladby Leopolda Koželuha jsou číslovány podle katalogu, jejž sestavil muzikolog Milan Poštolka. Většinu svého díla vytvořil Koželuh ve Vídni mezi jedenatřicátým a pětapadesátým rokem svého života.
Koželuhovo dílo se setkalo s ohlasem po celé Evropě již během jeho života. Patřil mezi nejdůležitější osobnosti hudebního života konce 18. století. V posledních letech života se však ani on nevyhnul kritice. Bylo mu vytýkáno, že tvoří příliš mnoho. K jeho kritikům se přiřadili i Mozart a Beethoven. Řada jeho skladeb nese znaky hudebního romantismu, některá díla však jsou záměrně konzervativní, což dokládá například označení „triová sonáta“ které Koželuh používal pro klavírní tria.